# Pyramica terroni
Pyramica terroni är en myrart som först beskrevs av Bolton 1983.  Pyramica terroni ingår i släktet Pyramica och familjen myror. Inga underarter finns listade i Catalogue of Life.